# Вінграновський Микола Степанович
Мико́ла Степа́нович Вінграно́вський (7 листопада 1936 , Первомайськ, Одеська область  — 26 травня 2004 , Київ ) — український письменник-шістдесятник, режисер, актор, сценарист і поет. Лавреат Національної премії України імені Тараса Шевченка (1984).

## Дитячі роки
Народився 7 листопада 1936 в Первомайську Миколаївської області в районі «Птахокомбінат». Будинок, що зберігся і нині, розташований в мальовничому місці, на березі водойми «Ломка». Потім сім'я переїхала в район «Богополя». Там саме, в школі № 17 він здобув середню освіту. Однокласники з особливим теплом згадували про нього. Розповідаючи про своє дитинство, письменник стверджує, що змалечку пам'ятав лише степ: «Скрізь, куди не глянь степ, степ і степ». Не знав він тоді ще ні Дніпра, ні Довженка. А потім була Друга світова війна, тяжкі повоєнні роки.

## Акторська, режисерська діяльність
Навчався на акторському відділі Київського інституту театрального мистецтва. За два тижні від початку занять ставного, показного українця-степовика прослухав Олександр Довженко (майстрові «було дозволено» сформувати власний курс у кіноакадемії) і він забрав його до себе в Москву навчатися у Всесоюзному державному інституті кінематографії. Однокурсниками Вінграновського були Георгій Шенгелая, Лариса Шепітько, Отар Іоселіані, Роллан Сергієнко, Віктор Туров. Через рік учителя не стало, але прилучення до його світу позначилося на всій творчій долі Миколи Вінграновського. Ще студентом зіграв головну роль рядового солдата Івана Орлюка у художньому фільмі «Повість полум'яних літ» (1961), автором якого був Олександр Довженко. За найкраще виконання чоловічої ролі Микола Вінграновський отримав золоту медаль кінофестивалю в Лос-Анджелесі.
До Києва дипломований кінорежисер повернувся з Москви великою знаменитістю, про що він сам розповідає в есе «Хто і що для мене незалежність України», і в повісті «Пересадка». Проте розбурхана «хрущовською відлигою» столиця геть неприхильно зустріла вже сформованого режисера і літератора, який почав працювати на кіностудії імені Олександра Довженка. Написаний ним сценарій «Світ без війни» (1960) так і залишився тільки сценарієм.
Миколі Вінграновському таки вдалося відзняти художні стрічки на кіностудії Олександра Довженка: «Дочка Стратіона» (1964, 2-й режисер у співавторстві), «Ескадра повертає на захід» (1966, у співавторстві), «Берег надії» (1967), де він зіграв також роль Вацлава Купки, «Дума про Британку» (1970) — роль Несвятипаски, «Тихі береги» (1973), «Климко» (1984), документальні фільми «Слово про Андрія Малишка» (1983), «Щоденники О. П. Довженка» (у співавторстві з Леонідом Осикою), «Щоденник. Довженко. 1941—1945» (1993), «Чигирин — столиця гетьмана Богдана Хмельницького» (1993), «Батурин — столиця гетьмана Івана Мазепи» (1994), «Галич — столиця князя Данила Галицького» (1995), «Гетьман Сагайдачний» (1999).

## Літературна діяльність
Микола Вінграновський дебютував як поет добіркою з двох віршів («Дитинство» і «Батькова пілотка») у журналі «Дніпро» (ч. 2, 1957). Трохи пізніше з'явилися публікації у «Жовтні» (нині «Дзвін») (ч. 8, 1958), «Вітчизні» (ч. 5, 1960) і «Прапорі» (нині «Березіль») (ч. 8, 1960). Публікація в «Літературній газеті» від 7 квітня 1961 року «З книги першої, ще не виданої» містила дванадцять поезій. Перша книга поезій «Атомні прелюди» побачила світ 1962 року, разом зі збірками «Тиша і грім» Василя Симоненка та «Соняшник» Івана Драча. В «Атомних прелюдах» вивільнялася величезна духовна енергія особистості, зникла розмежованість громадянського й особистого, історичного та сучасного.
Цього митця називають першим з-поміж рівних у плеяді шістдесятників, хоча сам він себе не зараховував до цього покоління. Письменник стверджував: «Українське поетичне кіно — це така сама вигадка, як вигадка й про нас, що ми — шістдесятники. Немає шістдесятників, сімдесятників — є таланти, зрілі, освічені люди, яких не можна загнати в перелік».
1967 року побачила світ друга поетична збірка «Сто поезій». Щоправда, завдяки старанням цензорів в остаточному варіанті поезій залишилося 99… У 1971 році вийшла збірка «Поезії», у 1978 — «На срібнім березі». Між цим були зйомки фільмів, написання прозових творів, сценаріїв.
У цей же період поет багато працює над дитячими творами. Ще на початку шістдесятих років у журналі «Ранок» з'явилися оповідання «Бинь-бинь-бинь» і «Чорти». Тоді ж були надруковані і його перші вірші для дітей, які увійшли в окрему збірку «Андрійко-говорійко», а трохи пізніше побачили світ такі оригінальні книжки поезій: «Мак», «Літній ранок», «Літній вечір» та інші.
У 1982 році побачила світ збірка «Київ», згодом — «Вибране» (1986), передмову до якого написав Іван Дзюба. Двома роками раніше Миколі Вінграновському присуджено Державну премію України імені Тараса Шевченка за твори для дітей, зокрема й прозові — повісті «Сіроманець», «Первінка» та інші.
Також він є автором книжок-віршів: «Губами теплими і оком золотим», «Цю жінку я люблю»; повістей: «У глибині дощів», «Літо на Десні»; роману «Северин Наливайко».
Найповніше видання доробку — «Вибрані твори в трьох томах» (2004). Постановник десяти художніх та документальних фільмів.
На відміну від багатьох шістдесятників, які з кінця 80-х років минулого століття захопилися політикою та пошуком керівних посад, Вінграновський зберіг вірність творчому покликанню. Єдиною керівною посадою (і то неоплачуваною), було головування від 1989 до 1993 року в українському відділенні ПЕН-клубу.
Світлана Йовенко в 2012 році обґрунтувала авторство Вінграновського щодо кількох поезій, які і далі продовжують приписувати Василю Стусу .  [Архівовано 4 березня 2016 у Wayback Machine.]

Могила Миколи Вінграновського

Помер 26 травня 2004 року в Києві внаслідок тяжкої хвороби. Похований разом з дружиною на Байковому кладовищі (ділянка № 49а).

### Родина
- Перша дружина — стюардеса Лідія Вінграновська.
- Друга дружина — лікар-кардіолог Олександра Вінграновська-Білинкевич (1937—2011).
  - Син — бізнесмен, президент Федерації академічного веслування України, колишній директор Департаменту культурної спадщини та культурних цінностей Міністерства культури України Андрій Вінграновський (нар. 1963)[8].
  - Тесть — літературознавець, франкознавець Іван Білинкевич (1905—1996)[9].

### Ознаки індивідуального стилю
Творчість Миколи Вінграновського характеризується інтимно-сповідальним стилем, вишуканим естетизмом та тонким відчуттям прекрасного. Його поезія відрізняється кадровістю, великою кількістю новотворів, яскравою образністю. Стиль ранньої творчості поета пов'язується із неоромантичною концепцією, а у другому періоді помітні дедалі виразніші вияви модерністської естетики, яка спрямована на новаторське моделювання метафоричного художнього світу. Лірика його першої збірки — «Атомних прелюдів» — була зіткана з красивих прагнень і благородних закликань, що саме по собі ставило її в опозицію до реальності життя й мистецтва, яке апологетизувало це життя. Разом з тим вона виходила з попередньої традиції і не могла бути абсолютно вільною від неї. В цілому поетика «Атомних прелюдів» живилася істинністю поривань та ідей, а не форм, у чому й відбилася залежність «раннього» М. Вінграновського від соцреалістичної естетики з типовим для неї диктатом належного. З тією лише різницею, що належне суспільству тут віддавалося особистості.
Творчість Вінграновського характеризується еволюцією його стилістично-світоглядних акцентів: від космічно-амбітного розмаху, від гучноголосих громадянських інтонацій — до стишення, інтимізації, пом'якшення нот і обертонів, до локалізації і поглиблення тем і мотивів.
Збірка «Сто поезій» свідчить про активні творчі пошуки самовираження. Микола Вінграновський випробовує місткість форм, вдаючись до верлібру («Я сів не в той літак») і хайку. Та найзначущіші зміни в поетику вносить освоєння фольклорної традиції і живої народомовної стихії. Це символіка чисел і барв («Тринадцять руж під вікнами цвіло…»), змістова глибінь художнього паралелізму («Прилетіли коні — ударили в скроні…»), казкові прийоми ліричної композиції («Невірна ніч, непевна — тупу-тупу — Безнебна ніч — татари де?! — прийшла…»). Це також безособовість мовлення, що впроваджує у вірш багатовіковий етичний досвід народу, особлива втаємничена неконкретність, що залишає місце для дива, казки, усілякої чудасії (як і чортівні) у вірші «На болоті».
Любовна лірика Миколи Вінграновського характеризується наявністю ознак петраркізму, зокрема це втілюється у зображенні поетом високих платонічних почуттів ліричного героя до коханої, звертанні до неї на «Ви», змалюванні кохання у різних іпостасях: як святого, блаженного та як такого, що причиняє біль. Співмірність лірики Миколи Вінграновського із петраркізмом простежується і на жанровому рівні, про що свідчить використання поетом сонетних та елегійних форм.
Жанрова палітра лірики поета надзвичайно різноманітна: у творчому доробку автора крім класичного сонета й елегії, є медитація, романс, станси, японське хайку, верлібр, вірші, написані гекзаметром та античним елегійним дистихом.
Важливою сторінкою творчості поета є проза, надто повісті й оповідання 80-х років. Вінграновський виробляє цілком оригінальний стиль, по суті відповідний поетичному письму. Як правило, сюжети його мають дуже відносну подієву основу і рухаються перебігом почуттів, якими тут щедро наділяються звірі, птахи, рослини й води, сполучені в єдиний, самому собі зрозумілий і достатній світ. Химерний, дивацький, перейнятий гумором, він випромінює світло духовної свободи, не обтяжений натужним дослідженням тих чи тих питань буття, і водночас ці питання в ньому випрозорюються, мовби ненавмисне, супутньо вчуванню в соковиті форми, звуки й кольори життя. Як, наприклад, стоїчна витривалість народу, незнищенність його життєлюбного духу в повісті «Кінь на вечірній зорі» (1986), моральне становлення особистості в повісті «Первінка» (1971), конфліктність цивілізації і природи в повісті «Сіроманець» (1977) або безпричинність справжньої доброти в повісті «Літо на Десні» (1983), суголосній Довженковій «Зачарованій Десні».

### Спогади
«Я входив у літературу разом з Драчем, Дзюбою, Світличним, трохи раніше заявила про себе Ліна Костенко. Але від того, що мене називали і називають шістдесятником мені не холодно і не жарко. Думаю, що коли входив би в літературу в 1940-ві роки, чи в теперішньому столітті, нічого б не змінилося, бо все залежить від людини. Інша справа — реалізувати написане. Адже мене могли друкувати, запрошувати на вечори, а могли послати на Колиму чи в Магадан, як це з багатьма і трапилося. Відмінність тільки цьому. У 1960-ті ми себе реалізували, але це залежало від тодішньої політичної ситуації: Хрущов, потепління, можливість вільно дихнути. Але це дихання було лише зверху, бо врешті все залишалося так, як було. Просто нам пощастило, бо якби ми вступили в літературу в кінці, скажімо, 1930-х, нас би спіткала доля Івана Багряного, Леся Курбаса, Тодося Осмачки, Євгена Плужника та багатьох інших. Добре, що хоч третина з нас залишились у літературі.»
"Мене ніколи не вабила політика, бо я завжди маю роботу, яку люблю і мене ніколи не точив черв'як заздрості до тих, хто часто з'являється на трибунах і телеекранах. Загалом же поет — до сорока років, великий поет — до тридцяти, а що робити далі? Тому багато йдуть у політику. А я пишу прозу і знімаю фільми. У молодості я створив вірш «Остання сповідь Северина Наливайка на Солониці 1596-го», де є такі рядки: «В суцільних ворогах пройшли роки-рої, руїна захлинулася руїною, ми на Вкраїні хворі Україною, на Україні в пошуках її». І в романі «Наливайко» я продовжив пошуки України, продовжив боротьбу за неї. Це мій перший роман, я писав його люто і ніжно. У «Наливайкові» я виклався увесь. У ньому я весь, на що я здатний. Северин Наливайко — це звісно я сам. Северин Наливайко 1594 року і я 1992 — все це одне й те ж. За всі ті часи змінилася лише зброя, одежа, харчі і людські нерви. А людська душа, пристрасті, віра й любов не змінилися. Як не змінилася, на жаль, і наша доля. Так і просяться знову ті слова з давнього вірша про Наливайка: «Не встанемо братове із коня, доки не стане в полі нашім чисто».

## Нагороди
- Лавреат Державної премії України імені Тараса Шевченка (1984) за збірки творів для дітей «Літній ранок», «Літній вечір», «Ластівко біля вікна», «На добраніч».[11]
- Почесна Грамота Президії Верховної Ради Української Радянської Соціалістичної Республіки
- Лавреат літературної премії «Благовіст»[12]
- Лавреат премії Фундації Антоновичів (США)

На згадку про літо 1998 року на Росі від друзів

## Увічнення пам'яті

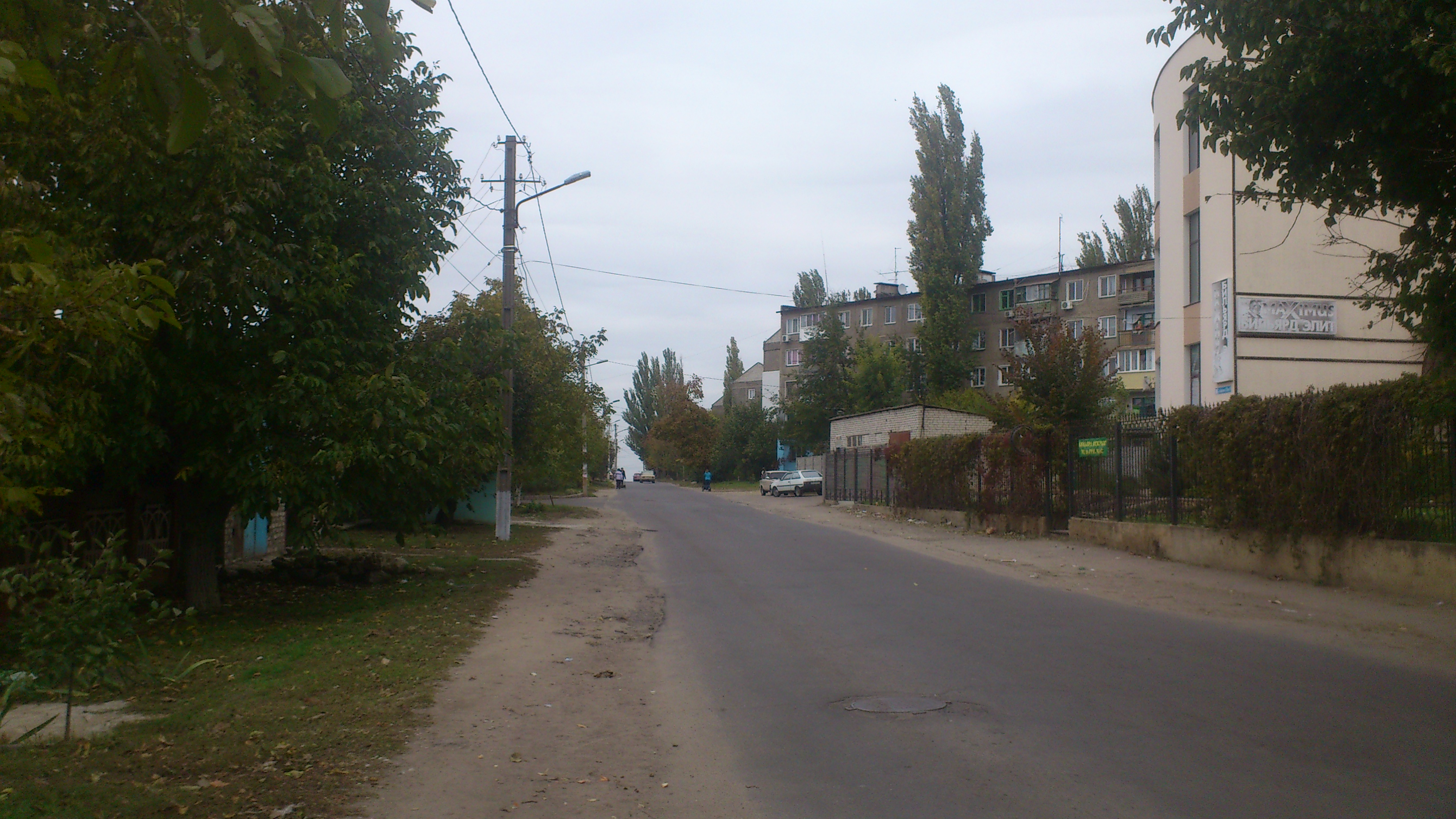
Вулиця Вінграновського у Миколаєві

Одна з найбільших вулиць міста Первомайська, де народився поет, має його ім'я. Також вулиці, названі на його честь, існують у Києві та Миколаєві, а в Білій Церкві є провулок Вінграновського.
Школі № 17 міста Первомайськ надано ім'я Миколи Вінграновського.

## Аудіозаписи
Микола Вінграновський. «Сон» ; «Озирнулись маки: що таке?» ; «Літній ранок» ; «Гусенятко» ; «Грім»
Микола Вінграновський. «Бабунин дощ»: https://www.youtube.com/watch?v=45kanmahplg [Архівовано 7 листопада 2021 у Wayback Machine.]
Микола Вінграновський. «Це ти? Це ти…» : https://www.youtube.com/watch?v=mdHyPLnW3lI [Архівовано 7 листопада 2021 у Wayback Machine.]

## Твори

### Збірки віршів
- Атомні прелюди (1962)
- Сто поезій (1966)
- Поезії (1971)
- На срібнім березі (1978)
- Київ (1982)
- Губами теплими і оком золотим (1984)
- Цю жінку я люблю (1990)
- З обійнятих тобою днів (1993)
- Любове, ні! не прощавай! (1996)
- Сеньорито акації (1994)

### Твори, покладені на музику
- КУля — Мати
- Крихітка — Може бути
- Pianoбой — Літак
- O.Torvald — Це ти
- Ніна і Тоня Матвієнко — Величальна колискова
- Tomato Jaws — Сонце
- MADNOTBAD — Любити Вас
- Drudkh — Безчестя І та ІІ (Ніч Івана Богуна)
- Red.Cat.Fish. — Пісня сіроманця
- Ді. Ор — 13 руж

### Повісті
- Світ без війни (1958)
- Президент (1960)
- Первінка (1971) [Архівовано 12 травня 2014 у Wayback Machine.]
- Сіроманець (1977)
- У глибині дощів (1979)
- Літо на Десні (1983)
- Кінь на вечірній зорі (1986)
- Чотирнадцять столиць України (1997, історичний нарис)
- Манюня (2003, повість)

### Роман
- Северин Наливайко (1996)

## Кіно

### Акторські ролі
- Іван Орлюк (Повість полум'яних літ, 1961)
- Дончак («Сейм виходить з берегів», 1962)
- Вацлав Купка (Берег надії, 1967)
- Несвятипаска (Дума про Британку, 1970)

### Режисер

#### Художні фільми
- Дочка Стратіона (1964, 2-й режисер у співавторстві; режисер В. Левін)
- Ескадра повертає на Захід (1966, у співавторстві)
- Берег надії (1967, роль Вацлава Купки)
- Дума про Британку (1970, роль Несвятипаски)
- Тихі береги (1973)
- Климко (1984)

#### Документальні фільми
- Голубі сестри людей (1966)
- Слово про Андрія Малишка (1983)
- Щоденник О. П. Довженка (1989, у співавторстві з Леонідом Осикою)
- Довженко. Щоденник 1941—1945 (1993)
- Чигирин — столиця гетьмана Богдана Хмельницького (1993)
- Батурин — столиця гетьмана Івана Мазепи (1993)
- Галич — столиця князя Данила Галицького (1993)
- Гетьман Сагайдачний (1999)

## Місяць Миколи Вінграновського
У 2013 році за ініціативи «Благодійного фонду імені Миколи Вінграновського» (заснованого сином письменника та актора — Андрієм Вінграновським) квітень був оголошений «Місяцем Миколи Вінграновського». Однойменну акцію підтримали численні громадські активісти, митці, медійні особи та держустанови. Серед іншого у школах відбулися поетичні читання, показ художніх фільмів, випуск пам'ятних листівок з цитатами із віршів класика. Пісенні композиції на поетичні твори поета презентували Крихітка Цахес, Tomato Jaws, Дмитро Шуров.
Фотопроєкт «Вінграновський повсюди» підтримали Олександр Пономарьов, Ніна та Антоніна Матвієнко, Андрій Хливнюк (соліст гурту Бумбокс), Олег Михайлюта (учасник гурту ТНМК), Марія Єфросініна, Юрій Горбунов, Василіса Фролова, Олександр Педан, Катерина Осадча, Остап Ступка, Володимир Горянський, Олександр Шовковський та інші.
На підтримку «Місяця Миколи Вінграновського» Олесь Барліг написав п'єсу «Більше ніж можна», що містить алюзію на вірш поета «Кохана». Персонажами твору виступають відьми та кельтське божество Цернуннос. П'єса увійшла у 2017 році до збірки «Звірі подивляться замість тебе» виданої у видавництві Крок.

### Наукові статті і дослідження
- Образ дітей війни у творах Гр. Тютюнника, В. Близнеця, М. Вінграновського [Архівовано 5 грудня 2014 у Wayback Machine.] Ленська С. В.
- Синтезування епічного, ліричного та кінематографічного первнів у індивідуальній стильовій «манері» прози Миколи Вінграновського
- Синтез модерністських стильових ознак у прозі Миколи Вінграновського[недоступне посилання з червня 2019]
- Художні особливості повістярської спадщини М. Вінграновського [Архівовано 7 січня 2014 у Wayback Machine.] (Вісник Харківського національного університету імені В. Н. Каразіна Серія: Філологія. № 936. Вип. 61 — С. 147.)
- Словобоязливість як явище, або Чи був насправді кінь? (Етюд про два твори і один страх Миколи Вінграновського [Архівовано 13 травня 2014 у Wayback Machine.]
- Специфіка мовних конструкцій у творчості Миколи Вінграновського [Архівовано 12 травня 2014 у Wayback Machine.] // Мандрівець. — 2010. — № 5. — С. 52–58.
- Архетипні образи і міфологеми у поезії Миколи Вінграновського [Архівовано 23 січня 2022 у Wayback Machine.] // Наукові записки НаУКМА. — 2009. — Т. 98. — С. 65–70.
- Поетика загадки і концепт табуйованого імені у творчості Миколи Вінграновського [Архівовано 6 червня 2014 у Wayback Machine.] // Наукові записки НаУКМА. — 2011. — Т. 124. — С. 26–31.
- Людина без вказівного пальця, або Чому варто читати Вінграновського [Архівовано 29 травня 2014 у Wayback Machine.]
- Національний образ світу у творчості поетів-шістдесятників (М. Вінграновський і А. Вознесенський) [Архівовано 31 серпня 2017 у Wayback Machine.]